# Tymczasowy Parlament Somalii
Tymczasowy Parlament Federalny Republiki Somalii (somal. Golaha Shacabka Federaalka Kumeelgaarka ee Jamhuuriyada Soomaaliya) – parlament narodowy Somalii funkcjonujący w latach 2004-2012.
Organizacja Human Rights Watch w raporcie z 2008 r. oskarżyła tymczasowy rząd federalny o łamanie praw człowieka i zbrodnie wojenne, w tym morderstwa, gwałty, napaści i grabieże. W raporcie wskazano również, że siły policyjne tymczasowego rządu federalnego były również zamieszane w arbitralne aresztowania zwykłych cywilów w celu wyłudzenia okupów od ich rodzin. Następcą TPF został Parlament Federalny Somalii.

## Omówienie
Tymczasowe instytucje federalne (TIF) były kluczowymi fundamentami rządu krajowego Somalii. Utworzone w 2004 obejmowały Tymczasową Kartę Federalną (TKF), Tymczasowy Rząd Federalny (TRF) i Tymczasowy Parlament Federalny (TPF). TPF był parlamentem Somalii, stanowił władzę ustawodawczą. Władzę wykonawczą reprezentował Tymczasowy Rząd Federalny. Do kompetencji Tymczasowego Parlamentu Federalnego należał wybór prezydenta i premiera, miał uprawnienia do proponowania i uchwalania ustaw. Odpowiadał także za zarządzanie i administrację Mogadiszu, które było wówczas siedzibą tymczasowego rządu federalnego. Członkowie parlamentu byli wybierani poprzez tradycyjnych przywódców klanów lub rady szury. Parlament Federalny Somalii został utworzony 20 sierpnia 2012 po wygaśnięciu mandatu Tymczasowego Rządu Federalnego.

## Skład
Tymczasowy Parlament Federalny, oficjalnie nazywany Przejściowym Zgromadzeniem Federalnym, był jednoizbowym zgromadzeniem narodowym. Powstał w 2004 i pierwotnie liczył 275 członków. Po utworzeniu w latach 2008–2009 rządu jedności pomiędzy Tymczasowym Rządem Federalnym a umiarkowanymi członkami Sojuszu na rzecz Wyzwolenia Somalii, liczba mandatów TPF wzrosła do 550. Spośród nich 475 członków zostało powołanych według formuły 4,5:1. Przydział przypadł każdemu z czterech głównych klanów somalijskich, natomiast koalicja klanów mniejszościowych otrzymała kwotę 0,5. Pozostałe 75 miejsc zarezerwowano dla przedsiębiorców i przedstawicieli społeczeństwa obywatelskiego. Artykuł 29 Tymczasowej Karty Federalnej stanowił również, że co najmniej 12% wszystkich członków parlamentu muszą stanowić kobiety.

## Spiker parlamentu
Pierwszym spikerem Tymczasowego Parlamentu Federalnego był Sharif Hassan Sheikh Aden. Funkcję tę pełnił od 15 września 2004 do 17 stycznia 2007, a jego następcą został Adan Mohamed Nuur Madobe. 25 maja 2010 Sharif Hassan został ponownie wybrany na spikera parlamentu.